# زولت نيميث
زولت نيميث هو سياسي مجري، ولد في 14 ديسمبر 1984 في بيتش في المجر. نشط حزبياً في يوبيك. في الانتخابات البرلمانية المجرية 2014 ‏، انتخب عضو الجمعية الوطنية المجرية ‏ وقد انضم خلال فترته النيابية ‏ (6 مايو 2014 – ) للكتلة البرلمانية فيدس – الاتحاد المدني المجري.

## وصلات خارجية
- الموقع الرسمي